# Municipio de White Oak (condado de Cleveland)
El municipio de White Oak (en inglés: White Oak Township) es un municipio ubicado en el condado de Cleveland en el estado estadounidense de Arkansas. En el año 2010 tenía una población de 295 habitantes y una densidad poblacional de 4,54 personas por km².

## Geografía
El municipio de White Oak se encuentra ubicado en las coordenadas 34°1′4″N 92°15′34″O / 34.01778, -92.25944. Según la Oficina del Censo de los Estados Unidos, el municipio tiene una superficie total de 65.03 km², de la cual 65,02 km² corresponden a tierra firme y (0,02 %) 0,02 km² es agua.

## Demografía
Según el censo de 2010, había 295 personas residiendo en el municipio de White Oak. La densidad de población era de 4,54 hab./km². De los 295 habitantes, el municipio de White Oak estaba compuesto por el 98,98 % blancos, el 0,34 % eran afroamericanos y el 0,68 % eran de una mezcla de razas. Del total de la población el 0,34 % eran hispanos o latinos de cualquier raza.